# Kullamaa község
Kullamaa község (észtül: Kullamaa vald) közigazgatási egység Észtország nyugati részén, Lääne megyében. Székhelye az azonos nevű Kullamaa falu. Területe 224,57 km², összlakossága 2015. január 1-jei állapot szerint  1121 fő volt.

## Települések
A községhez 14 falu tartozik:
- Jõgisoo
- Kalju
- Kastja
- Koluvere
- Kullamaa
- Kullametsa
- Leila
- Lemmikküla
- Liivi
- Mõrdu
- Päri
- Silla
- Ubasalu
- Üdruma